# Эль-Кеф
Эль-Кеф (араб. الكاف‎ — аль-Каф, «скала») — столица одноименного вилайета Туниса. Население составляет 45191 человек.
На месте города находился античный город Sicca Veneria.
Эль-Кеф назван по горному массиву, который расположен севернее его. Достопримечательностями города являются казба и этнологический музей с экспонатами берберов.

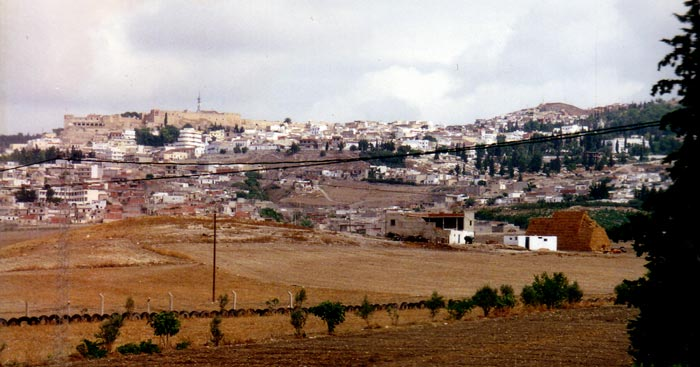
Эль-Кеф

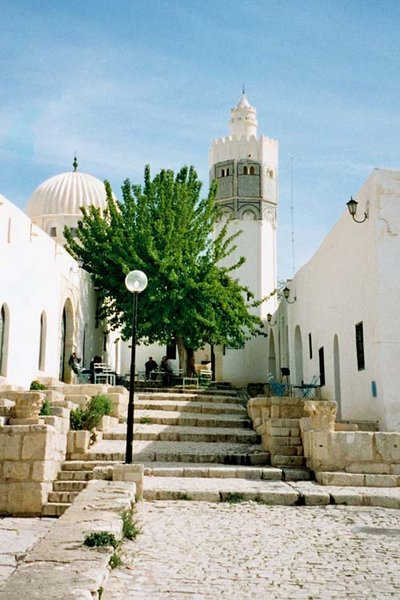